# Christoph Fehige
Christoph Fehige (* 1963) ist ein deutscher Philosoph analytischer Ausrichtung. Er ist Inhaber einer Professur für Praktische Philosophie an der Universität des Saarlandes und zugleich Visiting Scholar am Philosophy Department der Universität Konstanz.
Fehige studierte Philosophie und mathematische Logik in London, Münster, Paris und Osnabrück, neben anderen bei Georg Meggle. Mit diesem und dessen Schülerin Ulla Wessels arbeitet er eng zusammen. Fehige hatte zuvor eine Professur für Social Philosophy an der Universität Bayreuth inne und Philosophie an der Universität Leipzig gelehrt.
In Forschung und Lehre arbeitet Fehige auf dem Gebiet der Ethik und der praktischen Vernunft unter Einschluss von Themen aus der Logik und der Philosophie des Geistes. Schwerpunkte sind: Affekte und Begehren, Gründe für Handlungen, Grundlagen der Ethik, Wohlwollen und Sympathie, Gerechtigkeit, Konsequentialismus, der Wohlfahrtsgedanke, Utilitarismus, die Logik der Präferenz und deontische Logik, politische Philosophie, Populationsethik, Bedeutung und Wert des Lebens und Geschichte dieser Themen sowie britische Moralphilosophie, insbesondere Francis Hutcheson und David Hume.
Für die Arbeit A Pareto Principle for Possible People erhielt Fehige 1997 den Wolfgang-Stegmüller-Preis.
2012 wurde Christoph Fehige mit einem Senior Fellowship des Zukunftskollegs der Universität Konstanz ausgezeichnet.

## Veröffentlichungen (Auswahl)
Bücher
- Soll ich?. Philipp Reclam jun. Verlag, Ditzingen 2004, ISBN 3-15-018339-1, online (PDF; 3,8 MB), (Buchbesprechung von Harald Stücker, in: literaturkritik.de, Nr. 7, Juli 2005)
- Ends and Means. Universität Leipzig 2000

Herausgeberschaften
- (mit Georg Meggle): Zum moralischen Denken. 2 Bde., Frankfurt a. M. 1995 (Suhrkamp) ISBN 3-518-28722-2
- (mit Ulla Wessels): Preferences (Perspectives in Analytical Philosophy, Bd. 19). Berlin 1998 (Walter de Gruyter) ISBN 3-11-015007-7
- (mit Georg Meggle und Ulla Wessels): Der Sinn des Lebens. Philosophische und andere Texte, dtv, München 2000, ISBN 3-423-30744-7
- (mit Christoph Lumer und Ulla Wessels): Handeln mit Bedeutung und Handeln mit Gewalt, Paderborn 2009 (Mentis) ISBN 3-89785-675-1

Aufsätze (Auswahl)
- The Limit Assumption in Deontic (and Prohairetic) Logic, in: Analyomen 1, hg. v. G. Meggle und U. Wessels, Berlin 1994 (Walter de Gruyter)
- Das große Unglück der kleineren Zahl, in: Zum moralischen Denken (s. o.)
- Rawls und Präferenzen, in: Zur Idee des politischen Liberalismus, hg. v. W. Hinsch, Frankfurt a. M. 1997 (Suhrkamp)
- (zusammen mit Ulla Wessels): Preferences: An Introduction and a Short Bibliography, in: Preferences (s. o.)
- (zusammen mit Ulla Wessels): Introduction to Possible Preferences, in: Preferences (s. o.)
- A Pareto Principle for Possible People, in: Preferences (s. o.)
- Justice beyond Desires?, in: The Idea of a Political Liberalism, ed. V. Davion and C. Wolf, Totowa, NJ, 2000 (Rowman and Littlefield)
- Instrumentalism, in: Varieties of Practical Reasoning, ed. E. Millgram, Cambridge, Mass., 2001 (MIT Press)
- Editing Hutcheson’s Inquiry, in: British Journal for the History of Philosophy 13 (2005)
- The Weight of Self-Love in Benevolence and Virtue, in: Handeln mit Bedeutung und Handeln mit Gewalt (s. o.)
- (zusammen mit Robert H. Frank): Feeling Our Way to the Common Good, erscheint in: The Monist 93 (2010)